# Liste des longs métrages d'animation produits par les Studios Disney
Cette liste regroupe tous les longs métrages d'animation réalisés et/ou produits par les studios Disney, ainsi que les longs métrages en prise de vues réelles avec séquences d'animation.
Le bandeau synoptique en bas de cette page propose un classement par genre :
- les longs métrages d'animation « Classiques »[n 3], sortis au cinéma (feature) ou directement en vidéo (direct-to-video) ;
- les autres longs métrages d'animation dont les longs métrages en prises de vues réelles avec séquences d'animation (non-feature) et les téléfilms ;
- les coproductions Pixar et autres studios.

Une section annexe regroupe également sur cette page les quelques moyens métrages réalisés par Walt Disney Pictures.
Une autre liste est disponible, regroupant exclusivement les « Classiques d'animation Disney » (« Walt Disney Animated Classics official canon »), à savoir les longs métrages d'animation avec ou sans prises de vues réelles réalisés par Walt Disney Animation Studios et sortis au cinéma.

## Numérotation
Il a longtemps existé deux numérotations « officielles » pour les longs métrages Disney :
- l'une pour les films produits par Walt Disney Pictures / Buena Vista et disponibles en vidéo sur supports physiques (VHS, DVD, etc. — avec numéro apposé sur la tranche du boitier, en France), incluant entre autres les productions Pixar. À partir du no 39, Le Retour de Jafar, sont également inclus les films sortis directement en vidéo ;
- l'autre pour les « Chefs-d'œuvre » ou « Classiques Disney » (« Disney Masterpieces »), dont vous trouverez la liste dans le bandeau synoptique ci-dessous. Une particularité française — dont la justification n'est pas claire (et qui n'est donc pas reprise dans l'article) — fait la distinction entre « Grands Classiques » (sortis au cinéma) et « Classiques » (sortis, sauf exceptions, en vidéo).

Note : Devant la complexité croissante due à la multiplication des coproductions et des types de films, Walt Disney Pictures a tout d'abord modifié puis décidé d'abandonner sa numérotation « officielle », d'autant qu'elle ne prenait pas en compte certaines réalisations de filiales telles que Disney Television Animation.
Légende : Par souci de clarté, le classement suivant a été adopté sur cette page :

| No de production | No de « Classique Disney » / Buena Vista Home Video | No de « Classique d'animation » (« Walt Disney Animated Classics ») |

## Liste des films par décennies
Note : La date de sortie retenue est celle de la première sortie mondiale (aux États-Unis, sauf précision), exception faite des avant-premières et festivals.

### Années 1930
Avant 1937, toutes les productions Disney sont des courts métrages.
1937
- 01  01  01  Blanche-Neige et les Sept Nains (Snow White and the Seven Dwarfs), sorti le 21 décembre 1937. D'après le conte des frères Grimm.

### Années 1940
1940
- 02  02  02  Pinocchio (id.), sorti le 7 février 1940. D'après le roman de Carlo Collodi.
- 03  03  03  Fantasia (id.), sorti le 13 novembre 1940. Animation sur des musiques de compositeurs tels que Jean-Sébastien Bach, Piotr Ilitch Tchaïkovski, Paul Dukas et Igor Stravinsky.

1941
- 04  ---  ---  Le Dragon récalcitrant (The Reluctant Dragon), sorti le 20 juin 1941. Documentaire mêlant animation et prises de vues réelles sur le thème d'une visite des studios.
- 05  04  04  Dumbo (id.), sorti le 23 octobre 1941. D'après le roman de Helen Aberson.

1942
- 06  05  05  Bambi (id.), sorti le 8 août 1942. D'après le roman de Felix Salten.
- 07  06  06  Saludos Amigos (id.), sorti le 24 août 1942 (Brésil). Animation et prises de vues réelles, pour inciter les pays d'Amérique latine à combattre aux côtés des États-Unis lors de la Seconde Guerre mondiale.

1943
- 08  ---  ---  Victoire dans les airs (Victory Through Air Power), sorti le 17 juillet 1943. Film d'animation destiné à soutenir l'effort de guerre.

1944
- 09  07  07  Les Trois Caballeros (The Three Caballeros), sorti le 21 décembre 1944 (Mexique). Animation et prises de vues réelles, mettant en vedette Donald Duck, pour inciter les pays d'Amérique latine à combattre aux côtés des États-Unis lors de la Seconde Guerre mondiale.

1946
- 10  08  08  La Boîte à musique (Make Mine Music), sorti le 20 avril 1946. Animation regroupant des courts métrages musicaux comme Fantasia (1940).
- 11  09  ---  Mélodie du Sud (Song of the South), sorti le 12 novembre 1946. Animation et prises de vues réelles, d'après les romans de Joel Chandler Harris.

1947
- 12  10  09  Coquin de printemps (Fun and Fancy Free), sorti le 27 septembre 1947. Animation et prises de vues réelles. Premier long-métrage mettant en vedette le trio formé par Mickey Mouse, Donald Duck et Dingo.

1948
- 13  11  10  Mélodie Cocktail ou Le Temps d'une mélodie au Québec (Melody Time), sorti le 27 mai 1948. Animation regroupant des courts métrages musicaux comme Fantasia (1940) et La Boîte à musique (1946).
- 14  12  ---  Danny, le petit mouton noir (So Dear to My Heart), sorti le 9 janvier 1949. Animation et prises de vues réelles comme Mélodie du Sud (1946), d'après un roman de Sterling North.

1949
- 15  13  11  Le Crapaud et le Maître d'école ou Contes d'Automne et de Printemps au Québec (The Adventures of Ichabod and Mr. Toad), sorti le 5 octobre 1949. D'après la nouvelle de Washington Irving pour Ichabod (Le Maître d'école) et le roman de Kenneth Grahame pour Mr. Toad (Le Crapaud).

### Années 1950
1950
- 16  14  12  Cendrillon (Cinderella), sorti le 15 février 1950. D'après Charles Perrault et les frères Grimm.

1951
- 17  15  13  Alice au pays des merveilles (Alice in Wonderland), sorti le 26 juillet 1951. D'après les romans de Lewis Carroll.

1953
- 18  16  14  Peter Pan (id.), sorti le 5 février 1953. D'après la pièce de théâtre de J. M. Barrie.
- ---  ---  ---  Halloween Hilarities, compilation de courts métrages Disney sur le thème d'Halloween, distribué par RKO Pictures[2].

1955
- 19  17  15  La Belle et le Clochard (Lady and the Tramp), sorti le 22 juin 1955. D'après le roman de Ward Greene.

1959
- 20  18  16  La Belle au bois dormant (Sleeping Beauty), sorti le 29 janvier 1959. D'après Charles Perrault et les frères Grimm.

### Années 1960
1961
- 21  19  17  Les 101 Dalmatiens (One Hundred and One Dalmatians), sorti le 25 janvier 1961. D'après un roman de Dodie Smith.

1963
- ---  ---  ---  La Grande Parade de Walt Disney (The Parad of Comedy), sorti le 10 juillet 1963[3], compilation de 9 courts métrages Disney[4]
- 22  20  18  Merlin l'Enchanteur (The Sword in the Stone), sorti le 25 décembre 1963. D'après le roman de Terence Hanbury White, inspiré de Chrétien de Troyes.

1964
- 23  21  ---  Mary Poppins (id.), sorti le 29 août 1964. Animation et prises de vues réelles d'après le roman de Pamela L. Travers.

1967
- 24  22  19  Le Livre de la jungle (The Jungle Book), sorti le 18 octobre 1967. D'après le roman de Rudyard Kipling. Dernier dessin animé supervisé par Walt Disney avant sa mort.

### Années 1970
1970
- ---  ---  ---  La Fabuleuse Histoire de Mickey, sorti le 19 août 1970, compilation de 13 courts métrages Disney[5]
- 25  23  20  Les Aristochats (The Aristocats), sorti le 11 décembre 1970. D'après une histoire de Tom McGowan et Tom Rowe.

1971
- 26  24  ---  L'Apprentie sorcière (Bedknobs and Broomsticks), sorti le 11 novembre 1971. Animation et prises de vues réelles, d'après les romans de Mary Norton.

1972
- ---  ---  ---  Dingo alias Goofy et Donald champions olympiques, sorti le 16 août 1972, compilation de 11 courts métrages Disney[6].

1973
- 27  25  21  Robin des Bois (Robin Hood), sorti le 8 novembre 1973. D'après une légende médiévale anglaise et le Roman de Renart.

1974
- ---  ---  ---  Mickey, Donald, Pluto et Dingo en vacances (Let's Relax), sorti le 27 août 1975, compilation de 9 courts métrages Disney[7].

1975
- ---  ---  ---  La Fabuleuse Histoire de Donald et des Castors Juniors, sorti le 19 août 1970, compilation de 12 courts métrages Disney[8].

1977
- 28  26  22  Les Aventures de Winnie l'ourson (The Many Adventures of Winnie the Pooh), sorti le 11 mars 1977. D'après l'œuvre de Alan Alexander Milne. Ce film est en fait la réunion de trois moyen-métrages : Winnie l'ourson et l'Arbre à miel (Winnie the Pooh and the Honey Tree, 1966), Winnie l'ourson dans le vent (Winnie the Pooh and the Blustery Day, 1968) et Winnie l'ourson et le Tigre fou (Winnie the Pooh and Tigger Too!, 1974).
- 29  27  23  Les Aventures de Bernard et Bianca (The Rescuers), sorti le 22 juin 1977. D'après les romans de Margery Sharp.
- ---  ---  ---  Donald et Dingo au Far West (Donald Duck Goes West), sorti le 21 août 1977, compilation de 12 courts métrages Disney[9].
- 30  28  ---  Peter et Elliott le dragon (Pete's Dragon), sorti le 3 novembre 1977. Animation et prises de vues réelles, d'après une histoire de S. S. Field et Seton I. Miller.

### Années 1980
1981
- 31  29  24  Rox et Rouky (The Fox and the Hound), sorti le 10 juillet 1981. D'après la nouvelle Le Renard et le Chien courant de Daniel P. Mannix.

1985
- 32  30  25  Taram et le Chaudron magique (The Black Cauldron), sorti le 24 juillet 1985. D'après Les Chroniques de Prydain de Lloyd Alexander.

1986
- 33  31  26  Basil, détective privé ou Basil, le grand détective des souris au Québec (The Great Mouse Detective), sorti le 2 juillet 1986. D'après le livre d'Eve Titus. Première utilisation d'images de synthèse combinées à l'animation traditionnelle.

1988
- 34  ---  ---  Qui veut la peau de Roger Rabbit (Who Framed Roger Rabbit), sorti le 22 juin 1988. Animation et prises de vues réelles, d'après Qui a censuré Roger Rabbit ? de Gary K. Wolf ; coproduction avec Amblin Entertainment (Steven Spielberg).
- 35  32  27  Oliver et Compagnie (Oliver and Company), sorti le 18 novembre 1988. D'après Oliver Twist de Charles Dickens.

1989
- 36  33  28  La Petite Sirène (The Little Mermaid), sorti le 15 novembre 1989. D'après le conte d'Hans Christian Andersen.

### Années 1990
1990
- 37  34  ---  La Bande à Picsou, le film : Le Trésor de la lampe perdue (DuckTales, the Movie: Treasure of the Lost Lamp), sorti le 3 août 1990. Réutilisant les personnages de la série télévisée La Bande à Picsou (1987-1992).
- 38  35  29  Bernard et Bianca au pays des kangourous ou Bernard et Bianca en Australie au Québec (The Rescuers Down Under), sorti le 16 novembre 1990. Suite des Aventures de Bernard et Bianca (1977).

1991
- 39  36  30  La Belle et la Bête (Beauty and the Beast), sorti le 13 novembre 1991. D'après le conte de Jeanne-Marie Leprince de Beaumont.

1992
- 40  37  31  Aladdin (id.), sorti le 11 novembre 1992. D'après le conte persan Aladin ou la Lampe merveilleuse.

1993
- 41  ---  ---  L'Étrange Noël de monsieur Jack (The Nightmare Before Christmas), sorti le 9 octobre 1993. Animation en volume, d'après une histoire de Tim Burton ; coproduction Touchstone Pictures (Disney)/Skellington.

1994
- 42  39  ---  Le Retour de Jafar (The Return of Jafar), sorti directement en vidéo le 20 mai 1994. Suite d'Aladdin (1992).
- 43  38  32  Le Roi lion (The Lion King), sorti le 15 juin 1994. D'après Hamlet de William Shakespeare.

1995
- 44  40  ---  Dingo et Max ou Complètement Dingo au Québec (A Goofy Movie), sorti le 7 avril 1995. D'après la série télévisée La Bande à Dingo (1992-1996).
- ---  ---  ---  Gargoyles, le film : Les Anges de la nuit (Gargoyles, the Movie: The Heroes Awaken), sorti le 15 mai 1995. Compilation des cinq premiers épisodes de la série télévisée (1994-1997).
- 45  41  33  Pocahontas : Une légende indienne ou Pocahontas au Québec (Pocahontas), sorti le 16 juin 1995. D'après l'histoire vraie de Pocahontas.
- 46  42  ---  Toy Story ou Histoire de Jouets au Québec (Toy Story), sorti le 19 novembre 1995. Coproduction Pixar. Premier long-métrage « Disney » entièrement réalisé en images de synthèse.

1996
- 47  ---  ---  James et la Pêche géante (James and the Giant Peach), sorti le 12 avril 1996. Animation en volume d'après le roman-éponyme de Roald Dahl ; coproduction avec Skellington.
- 48  43  34  Le Bossu de Notre-Dame (The Hunchback of Notre-Dame), sorti le 21 juin 1996. D'après le roman de Victor Hugo Notre-Dame de Paris.
- 49  44  ---  Aladdin et le Roi des voleurs (Aladdin and the King of Thieves), sorti directement en vidéo le 13 août 1996. D'après le conte arabe des Mille et Une Nuits, Ali Baba et les Quarante Voleurs.

1997
- ---  ---  ---  Mighty Ducks, le film (Mighty Ducks: The Movie), sorti le 8 avril 1997. Constitué de trois épisodes la série télévisée Mighty Ducks (1996-1997).
- 50  45  35  Hercule (Hercules), sorti le 27 juin 1997. D'après les mythologies grecque et romaine.
- 51  46  ---  Winnie l'ourson 2 : Le Grand Voyage ou La Grande Aventure de Winnie : À la recherche de Jean-Christophe au Québec (Pooh's Grand Adventure: The Search for Christopher Robin), sorti directement en vidéo le 5 août 1997.
- 52  47  ---  La Belle et la Bête 2 : Le Noël enchanté ou La Belle et la Bête : Le plus beau des Noëls en Belgique et La Belle et la Bête : Un Noël enchanté au Québec (Beauty and the Beast: The Enchanted Christmas), sorti directement en vidéo le 11 novembre 1997.

1998
- 53  ---  ---  Le Monde magique de la Belle et la Bête ou Le Monde Magique de Belle au Québec (Belle's Magical World), sorti directement en vidéo le 17 février 1998 et constitué des quatre épisodes d'une série télévisée annulée.
- 54  48  36  Mulan (id.), sorti le 5 juin 1998. D'après un poème chinois anonyme du Ve ou VIe siècle.
- 55  50  ---  Pocahontas 2 : Un monde nouveau ou Pocahontas 2 : À la découverte d'un monde nouveau au Québec (Pocahontas II: Journey to a New World), sorti directement en vidéo le 4 août 1998. Suite de Pocahontas (1995).
- 56  49  ---  Le Roi lion 2 : L'Honneur de la tribu ou Le Roi lion 2 : La Fierté de Simba au Québec (The Lion King II: Simba's Pride), sorti directement en vidéo sorti le 27 octobre 1998. Suite du Roi Lion (1994). D'après Roméo et Juliette de William Shakespeare.
- 57  51  ---  1 001 Pattes ou Une vie de bestiole au Québec (A Bug's Life), sorti le 14 novembre 1998. Coproduction Pixar.

1999
- 58  ---  ---  Doug, le film ou Le 1er film de Doug au Québec (Doug's 1st Movie), sorti le 19 mars 1999. Inspiré de la série télévisée produite par Jumbo Pictures pour Nickelodeon (1991-1994), puis rachetée par Disney (1996-1999).
- 59  52  37  Tarzan (id.), sorti le 18 juin 1999. D'après Edgar Rice Burroughs.
- ---  ---  ---  Winnie l'ourson : Joyeux Noël ou Winnie l'ourson : Les saisons du cœur au Québec (Winnie the Pooh: Seasons of Giving), sorti directement en vidéo le 8 novembre 1999. Constitué de deux épisodes de la série télévisée Les Nouvelles Aventures de Winnie l'ourson (1988-1991) plus deux épisodes inédits.
- 60  53  ---  Toy Story 2 ou Histoire de jouets 2 au Québec (Toy Story 2), sorti le 13 novembre 1999. Coproduction Pixar ; suite de Toy Story (1995).
- 61  ---  ---  Mickey, il était une fois Noël ou Mickey et le Noël merveilleux au Québec (Mickey's Once Upon a Christmas), sorti le 7 décembre 1999. Constitué de trois courts métrages inédits.
- 62  54  38  Fantasia 2000 (id.), sorti le 17 décembre 1999. Animation sur des musiques de compositeurs tels que George Gershwin, Edward Elgar, Camille Saint-Saëns et Igor Stravinsky. Suite de Fantasia (1940).

### Années 2000
2000
- 63  57  ---  Les Aventures de Tigrou ou Le Film de Tigrou au Québec (The Tigger Movie), sorti le 11 février 2000.
- 64  55  ---  Dingo et Max 2 : Les Sportifs de l'extrême ou Extrêmement Dingo au Québec (An Extremely Goofy Movie), sorti directement en vidéo le 29 février 2000.
- 65  58  39  Dinosaure ou Le Dinosaure au Québec (Dinosaur), sorti le 13 mai 2000. Animation en images de synthèse et prises de vues réelles.
- 66  ---  ---  Buzz l'Éclair, le film : Le Début des aventures ou Buzz Lightyear, le film : Le Début des aventures au Québec (Buzz Lightyear of Star Command: The Adventure Begins), sorti directement en vidéo le 8 août 2000. Prologue à la série télévisée Les Aventures de Buzz l'Éclair produite par Disney Television Animation (2000-2001).
- 67  56  ---  La Petite Sirène 2 : Retour à l'océan ou La Petite Sirène 2 : Retour à la mer au Québec (The Little Mermaid II: Return To The Sea), sorti directement en vidéo le 19 septembre 2000. Suite de La Petite Sirène (1989).
- 68  60  40  Kuzco, l'empereur mégalo ou Un empereur nouveau genre au Québec (The Emperor's New Groove), sorti le 10 décembre 2000.

2001
- 69  ---  ---  La Cour de récré : Vive les vacances ! (Recess: School's Out), sorti le 10 février 2001. Inspiré de la série télévisée La Cour de récré (1997-2001).
- 70  59  ---  La Belle et le Clochard 2 : L'appel de la rue ou La Belle et le Clochard 2 : L'Aventure de Scamp au Québec (Lady and the Tramp II: Scamp's Adventure), sorti directement en vidéo le 18 février 2001. Suite de La Belle et le Clochard (1955).
- 71  61  41  Atlantide, l'empire perdu ou Atlantis, l'empire perdu au Québec (Atlantis, The Lost Empire), sorti le 3 juin 2001. D'après la mythologie grecque.
- 72  64  ---  Monstres et Cie ou Monstres, Inc. au Québec (Monsters, Inc.), sorti le 28 octobre 2001. Coproduction Pixar.
- ---  ---  ---  Mickey, la magie de Noël (Mickey's Magical Christmas: Snowed in at the House of Mouse), sorti directement en vidéo le 6 novembre 2001. Constitué des courts métrages L'Arbre de Noël de Pluto (1952), Le Noël de Mickey (1983) et Donald fait du patin et Casse-Noisette, issus de la série télévisée Mickey Mania (1999), entrecoupés de séquences inédites inspirées de la série télévisée Tous en boîte (2001-2003).
- ---  ---  ---  La Cour de récré : Les Vacances de Noël (Recess Christmas: Miracle on Third Street), sorti directement en vidéo le 6 novembre 2001. Compilation d'épisodes de la série télévisée La Cour de récré (1997-2001).

2002
- 73  66  ---  Peter Pan 2 : Retour au Pays imaginaire ou Retour au Pays imaginaire au Québec (Return to Never Land), sorti le 1er janvier 2002 (Sri Lanka, Oman) ; sorti le 10 février 2002 aux États-Unis. Suite de Peter Pan (1953).
- 74  63  ---  Cendrillon 2 : Une vie de princesse ou Cendrillon 2 : La Magie des rêves au Québec (Cinderella II: Dreams Come True), sorti directement en vidéo le 23 février 2002. Suite de Cendrillon (1950).
- 75  62  ---  Le Bossu de Notre-Dame 2 : Le Secret de Quasimodo ou Le Bossu de Notre-Dame 2 au Québec (The Hunchback of Notre Dame II), sorti directement en vidéo le 19 mars 2002. Suite du Bossu de Notre-Dame (1996).
- 76  65  42  Lilo et Stitch (Lilo and Stitch), sorti le 16 juin 2002.
- ---  ---  ---  La Légende de Tarzan et Jane ou Tarzan et Jane au Québec (Tarzan and Jane), sorti directement en vidéo le 23 juillet 2002. Compilation de trois épisodes de la série télévisée La Légende de Tarzan (2001-2003).
- ---  ---  ---  Mickey, le club des méchants ou Chez Mickey entre amis méchants au Québec (Mickey's House of Villains), sorti directement en vidéo le 3 septembre 2002. Compilation de courts métrages sur Halloween, entrecoupés de séquences inédites inspirées de la série télévisée Tous en boîte (2001-2003).
- 77  68  43  La Planète au trésor : Un nouvel univers ou La Planète au Trésor au Québec (Treasure Planet), sorti le 5 novembre 2002 (France). D'après L'Île au trésor de Robert Louis Stevenson.
- 78  67  ---  101 Dalmatiens 2 : Sur la trace des héros ou Les 101 Dalmatiens 2 : L'Aventure Londonienne de Patch au Québec (101 Dalmatians II: Patch's London Adventure), sorti directement en vidéo le 6 novembre 2002 (France). Suite des 101 Dalmatiens (1961).
- ---  ---  ---  Winnie l'ourson : Bonne Année ou Winnie l'ourson : Bonne Année Winnie! au Québec (Winnie the Pooh: A Very Merry Pooh Year), sorti directement en vidéo le 12 novembre 2002. Réutilise le moyen métrage télévisé Winnie l'ourson : Noël à l'unisson (1991).

2003
- 79  69  ---  Le Livre de la jungle 2 (The Jungle Book 2), sorti le 5 février 2003 (France). Suite du Livre de la jungle (1967).
- 80  70  ---  Les Aventures de Porcinet ou Le Grand Film de Porcinet au Québec (Piglet's Big Movie), sorti le 16 mars 2003.
- 81  ---  ---  Les Énigmes de l'Atlantide ou Atlantis : Le Retour de Milo au Québec (Atlantis : Milo's Return), sorti directement en vidéo le 23 avril 2003 (Danemark). Suite d'Atlantide, l'empire perdu (2001), constituée de trois épisodes d'une série annulée faute de succès du film.
- ---  ---  ---  Lizzie McGuire, le film (The Lizzie McGuire Movie), sorti le 26 avril 2003. Coproduction Teen Life Productions/Disney Channel. Inspiré de la série télévisée Lizzie McGuire (2001-2004).
- 82  72  ---  Le Monde de Nemo ou Trouver Nemo au Québec (Finding Nemo), sorti le 30 mai 2003. Coproduction Pixar.
- 83  ---  ---  Stitch ! Le film (Stitch! The Movie), sorti directement en vidéo le 26 août 2003. Prologue à la série télévisée Lilo et Stitch, la série (2003-2006).
- 84  73  44  Frère des ours ou Mon frère l'ours au Québec (Brother Bear), sorti le 24 octobre 2003.
- ---  ---  ---  Kim Possible : La Clé du temps (Kim Possible: A Sitch in Time), diffusé sur Disney Channel le 28 novembre 2003. Inspiré de la série télévisée Kim Possible (2002-2007).
- ---  ---  ---  La Cour de récré : Les petits contre-attaquent (Recess: All Growed Down), sorti directement en vidéo le 9 décembre 2003. Compilation d'épisodes de la série télévisée, La Cour de récré (1997-2001).
- ---  ---  ---  La Cour de récré : Rentrée en classe supérieure (Recess: Taking the Fifth Grade), sorti directement en vidéo le 9 décembre 2003. Compilation d'épisodes de la série télévisée, La Cour de récré (1997-2001).

2004
- ---  ---  ---  Winnie l'ourson : Je t'aime toi ! ou Winnie l'ourson : Un Valentin pour toi ! au Québec (Winnie the Pooh: A Valentine for You), sorti directement en vidéo le 6 janvier 2004. Constitué de trois courts métrages télévisés : Une Saint-Valentin particulière (Un-Valentine's Day, 1995), Trois petits Porcinets (The Three Little Piglets, 1995) et Je t'offre mon cœur (A Valentine for You, 1999).
- 85  ---  ---  Scott, le film (Teacher's Pet), sorti le 16 janvier 2004. Inspiré de la série télévisée Scott (en) (2000-2002).
- 86  71  ---  Le Roi lion 3 : Hakuna Matata ou Le Roi lion 1½ au Québec (The Lion King 1½), sorti directement en vidéo le 10 février 2004. L'action se déroule parallèlement à celle du Roi lion (1994), mais du point de vue de Timon et Pumbaa.
- 87  74  ---  Les Aventures de Petit Gourou ou Un printemps avec Petit Gourou au Québec (Winnie the Pooh: Springtime with Roo), sorti directement en vidéo le 9 mars 2004.
- 88  76  45  La ferme se rebelle ou La Ferme de la prairie au Québec (Home on the Range), sorti le 21 mars 2004.
- 89  75  ---  Mickey, Donald, Dingo : Les Trois Mousquetaires (Mickey, Donald, Goofy: The Three Musketeers), sorti directement en vidéo le 3 août 2004.
- 90  77  ---  Mulan 2 : La Mission de l'Empereur (Mulan II), sorti directement en vidéo le 3 novembre 2004 (Europe). Suite de Mulan (1998).
- 91  78  ---  Les Indestructibles ou Les Incroyables au Québec (The Incredibles), sorti le 5 novembre 2004. Coproduction Pixar.
- 92  ---  ---  Mickey, il était deux fois Noël (Mickey's Twice Upon a Christmas), sorti directement en vidéo le 9 novembre 2004. Suite de Mickey, il était une fois Noël (1999), constituée de cinq courts métrages inédits en images de synthèse.

2005
- 93  79  ---  Winnie l'ourson et l'Éfélant (Pooh's Heffalump Movie), sorti le 11 février 2005.
- ---  ---  ---  Kim Possible, le film : Mission Cupidon (Kim Possible Movie: So the Drama), diffusé sur Disney Channel le 8 avril 2005. Inspiré de la série télévisée Kim Possible (2002-2007).
- 94  80  ---  Tarzan 2 : L'enfance d'un héros ou Tarzan 2 au Québec (Tarzan II), sorti directement en vidéo le 14 juin 2005. L'action se situe pendant celle de Tarzan (1999).
- 95  81  ---  Lilo et Stitch 2 : Hawaï, nous avons un problème ! ou Lilo et Stitch 2 : Stitch fait clic au Québec (Lilo and Stitch 2: Stitch Has a Glitch), sorti directement en vidéo le 15 août 2005. L'action se situe entre Lilo et Stitch (2002) et Stitch ! Le film (2003).
- ---  ---  ---  Cool Attitude, le film (The Proud Family Movie), diffusé sur Disney Channel le 19 août 2005 . Inspiré de la série télévisée Cool Attitude (2001-2005).
- ---  ---  ---  Winnie l'ourson : Lumpy fête Halloween ou Winnie et l'Éfélant fêtent l'Halloween au Québec (Pooh's Heffalump Halloween Movie), sorti directement en vidéo le 13 septembre 2005. Réutilise le moyen-métrage Winnie l'ourson : Hou ! Bouh ! Et re-bouh ! (1996).
- 96  82  46  Chicken Little ou Petit Poulet au Québec (Chicken Little), sorti le 30 octobre 2005. Premier « Classique d'animation Disney » totalement en images de synthèse.
- 97  83  ---  Kuzco 2 : King Kronk ou Un Kronk nouveau genre au Québec (Kronk's New Groove), sorti directement en vidéo le 5 décembre 2005 (Royaume-Uni).

2006
- 98  84  ---  Bambi 2 (Bambi II), sorti le 26 janvier 2006 (Argentine)[n 5]. L'action se situe pendant celle de Bambi (1942).
- 99  85  ---  The Wild ou La Vie sauvage au Québec (The Wild), sorti le 6 avril 2006 (Israël). Coproduction CORE Feature animation et Complete Pendemonium[10].
- 100  86  ---  Cars : Quatre roues ou Les Bagnoles au Québec (Cars), sorti le 9 juin 2006. Coproduction Pixar.
- 101  ---  ---  Leroy et Stitch (Leroy and Stitch), sorti directement en vidéo le 23 juin 2006. Conclusion de la série télévisée Lilo et Stitch, la série (2003-2006).
- 102  87  ---  Frère des ours 2 ou Mon frère l'ours 2 au Québec (Brother Bear 2), sorti directement en vidéo le 17 août 2006 (Mexique). Suite de Frère des ours (2003).
- 103  89  ---  Rox et Rouky 2 (The Fox and the Hound 2), sorti directement en vidéo le 7 novembre 2006. Suite de Rox et Rouky (1981).

2007
- 104  88  ---  Le Sortilège de Cendrillon ou Cendrillon III : Les Hasards du temps au Québec (Cinderella III: A Twist in Time), sorti directement en vidéo le 6 février 2007. Suite de Cendrillon (1950) et de Cendrillon 2 : Une vie de princesse (2002).
- 105  91  47  Bienvenue chez les Robinson (Meet the Robinsons), sorti le 23 mars 2007 (Royaume-Uni).
- 106  90  ---  Ratatouille (id.), sorti le 22 juin 2007. Coproduction Pixar.
- 107  ---  ---  Il était une fois (Enchanted), long-métrage mélangeant animation et prises de vues réelles, sorti le 21 novembre 2007.

2008
- 108  94  ---  WALL-E (id.), sorti le 23 juin 2008. Coproduction Pixar.
- 109  92  ---  Le Secret de la Petite Sirène ou La Petite Sirène : Ariel au commencement au Québec (The Little Mermaid: Ariel's Beginning), sorti directement en vidéo le 26 août 2008.
- 110  93  ---  La Fée Clochette ou Clochette au Québec (Tinker Bell), sorti le 11 septembre 2008 (Argentine)[n 6].
- 111  95  48  Volt, star malgré lui ou Volt au Québec (Bolt), sorti le 21 novembre 2008.

2009
- 112  97  ---  Là-haut (Up), sorti le 29 mai 2009. Coproduction Pixar.
- 113  96  ---  Clochette et la Pierre de lune ou Clochette et le Trésor perdu au Québec (Tinker Bell and the Lost Treasure), sorti directement en vidéo le 28 octobre 2009.
- 114  ---  ---  Le Drôle de Noël de Scrooge ou Un conte de Noël au Québec (A Christmas Carol), sorti le 6 novembre 2009. Coproduction ImageMovers.
- 115  98  49  La Princesse et la Grenouille (The Princess and the Frog), sorti le 25 décembre 2009. Librement inspiré du livre The Frog Princess de E. D. Baker (en), lui-même une variante du conte Le Roi Grenouille ou Henri de Fer, recueilli par les frères Grimm.

### Années 2010
2010
- 116  99  ---  Toy Story 3 ou Histoire de jouets 3 au Québec (Toy Story 3), sorti le 15 juin 2010 (Argentine). Suite de Toy Story (1995) et Toy Story 2 (1999). Coproduction Pixar.
- 117  100  ---  Clochette et l'Expédition féerique ou Clochette et les fées à la rescousse au Québec (Tinkerbell and the Great Fairy Rescue), sorti le 23 juillet 2010 (Pologne).
- 118  101  50  Raiponce (Tangled), sorti le 24 novembre 2010. D'après le conte des frères Grimm.

2011
- 119  ---  ---  Milo sur Mars ou Des mamans pour Mars au Québec (Mars Needs Moms), sorti le 9 mars 2011 (Égypte). Coproduction ImageMovers.
- 120  102  51  Winnie l'ourson (Winnie the Pooh), sorti le 13 avril 2011 (Belgique et France).
- 121  103  ---  Cars 2 ou Les Bagnoles 2 au Québec (Cars 2), sorti le 24 juin 2011. Suite de Cars (2006) Coproduction Pixar.
- ---  ---  ---  Phinéas et Ferb, le film : Voyage dans la 2e dimension (Phineas and Ferb, the Movie: Across the 2nd Dimension), diffusé sur Disney Channel le 5 août 2011. Inspiré de la série télévisée Phinéas et Ferb (2007-2015).

2012
- 122  104  ---  Rebelle (Brave), sorti le 18 juin 2012. Coproduction Pixar.
- 123  105  ---  Clochette et le Secret des fées ou Le Secret des ailes magiques au Québec (Secret of the Wings), sorti le 16 août 2012 (Ukraine).
- 124  ---  ---  Frankenweenie (id.), sorti le 4 octobre 2012. Adaptation du court-métrage de Tim Burton du même nom sorti en 1984.
- 125  106  52  Les Mondes de Ralph (Wreck-It Ralph) sorti le 1er novembre 2012 (Émirats arabes unis, Hongrie, Koweït, Liban, Philippines, Russie et Ukraine).

2013
- 126  107  ---  Monstres Academy ou L'Université des monstres au Québec (Monsters University), sorti le 20 juin 2013 (Allemagne, Argentine, Australie, etc.). Préquel de Monstres et Cie (2001). Coproduction Pixar.
- 127  108  ---  Planes ou Les Avions au Québec, film dérivé de Cars, sorti le 9 août 2013.
- 128  109  53  La Reine des neiges (Frozen), sorti le 27 novembre 2013. D'après le conte d'Hans Christian Andersen.

2014
- 129  110  ---  Clochette et la Fée pirate (The Pirate Fairy), sorti le 1er avril 2014.
- 130  111  ---  Planes 2 ou Les Avions : Les Pompiers du ciel au Québec (Planes: Fire and Rescue), sortie le 18 juillet 2014.
- 131  112  54  Les Nouveaux Héros (Big Hero 6), sortie le 23 octobre 2014 (Japon).
- 132  113  ---  Clochette et la Créature légendaire (Legend of the NeverBeast) sorti le 12 décembre 2014 (Royaume-Uni).

2015
- 133  114  ---  Vice-versa ou Sens dessus dessous au Québec (Inside Out), sorti le 17 juin 2015 (Belgique et France). Coproduction Pixar.
- 134  115  ---  Le Voyage d'Arlo ou Le Bon Dinosaure au Québec (The Good Dinosaur), sorti le 10 novembre 2015 (France). Coproduction Pixar.

2016
- 135  116  55  Zootopie ou Zootopia au Québec (Zootopia), sorti le 11 février 2016 (Danemark).
- 136  117  ---  Le Monde de Dory ou Trouver Doris au Québec (Finding Dory), suite du Monde de Némo, sorti le 8 juin 2016. Coproduction Pixar.
- 137  118  56  Vaiana : La Légende du bout du monde ou Moana au Québec (Moana), sorti le 23 novembre 2016.

2017
- 138  119  ---  Cars 3 ou Les Bagnoles 3 au Québec (Cars 3), sorti le 10 juin 2017. Suite de Cars (2006) et Cars 2 (2011). Coproduction Pixar.
- 139  120  ---  Coco (id.), sorti le 20 octobre 2017 (Mexique). Coproduction Pixar.

2018
- 140  121  ---  Les Indestructibles 2 ou Les Incroyables 2 au Québec (The Incredibles 2), sorti le 5 juin 2018. Suite des Indestructibles (2004). Coproduction Pixar.
- 141  ---  ---  Jean-Christophe et Winnie ou L'Histoire de Jean-Christophe au Québec (Christopher Robin), sorti le 30 juillet 2018. Animation et prises de vues réelles d'après l'œuvre de A. A. Milne.
- 142  122  57  Ralph 2.0 ou Ralph brise l'Internet au Québec (Ralph Breaks the Internet), sorti le 21 novembre 2018. Suite des Mondes de Ralph (2012).
- 143  ---  ---  Le Retour de Mary Poppins ou Mary Poppins est de retour au Québec (Mary Poppins Returns), sorti le 29 novembre 2018. Animation et prises de vues réelles d'après l'œuvre de Pamela L. Travers.

2019
- 144  123  ---  Toy Story 4 ou Histoire de Jouets 4 au Québec (Toy Story 4), sorti le 19 juin 2019 (Islande). Suite des trois films précédents (1995, 1999 et 2010). Coproduction Pixar.
- 145  124  58  La Reine des neiges 2 (Frozen 2), sorti le 7 novembre 2019. Suite de La Reine des neiges (2013).

### Années 2020
2020
- 146  125  ---  En avant (Onward), sorti le 4 mars 2020. Coproduction Pixar.
- ---  ---  ---  Phinéas et Ferb, le film : Candice face à l'univers (Phineas and Ferb the Movie: Candace Against the Universe), sorti le 28 août 2020 sur Disney+. Inspiré de la série télévisée Phinéas et Ferb (2007-2015).
- 147  126  ---  Soul ou Âme au Québec (Soul), sorti le 25 décembre 2020 sur Disney+[11]. Coproduction Pixar.

2021
- 148  127  59  Raya et le Dernier Dragon (Raya and the Last Dragon), sorti le 3 mars 2021 (Indonésie et Pays-Bas)[12].
- 149  128  ---  Luca (id.), sorti le 18 juin 2021 sur Disney+. Coproduction Pixar[13].
- 150  129  60  Encanto : La Fantastique Famille Madrigal (Encanto), sorti le 3 novembre 2021[14].
- ---  ---  ---  Le Journal d'un dégonflé[n 7] (Diary of a Wimpy Kid), sorti le 3 décembre 2021 sur Disney+[15].

2022
- ---  ---  ---  L'Âge de glace : Les Aventures de Buck Wild[n 8] ou L'Ère de glace : Les Aventures de Buck Wild au Québec (The Ice Age Adventures of Buck Wild), sorti le 28 janvier 2022 sur Disney+.
- 151  130  ---  Alerte rouge (Turning Red) sorti le 11 mars 2022 sur Disney+[16]. Coproduction Pixar.
- 152  ---  ---  Tic et Tac, les rangers du risque, sorti le 20 mai 2022 sur Disney+. Coproduction Mandeville Films.
- 153  131  ---  Buzz l'Éclair ou Lightyear au Québec (Lightyear), sorti le 17 juin 2022[17]. Coproduction Pixar.
- 154  ---  ---  Il était une fois 2 (Disenchanted), long-métrage mélangeant animation et prises de vues réelles, sorti le 18 novembre 2022 sur Disney+. Suite de Il était une fois (2007).
- 155  132  61  Avalonia : L'Étrange Voyage ou Avalonia : Un monde étrange au Québec (Strange World), sorti le 23 novembre 2022.

2023
- 156  133  ---  Élémentaire (Elemental), sorti le 16 juin 2023. Coproduction Pixar.
- 157  134  62  Wish : Asha et la Bonne Étoile (Wish), sorti le 22 novembre 2023.
- ---  ---  ---  Journal d'un Dégonflé : Un Noël carrément claustro (Diary of a Wimpy Kid : Christmas : Cabin Fever), sorti le 8 décembre 2023 sur Disney+.

2024
- 158  135  ---  Vice-versa 2 ou Sens dessus dessous 2 au Québec (Inside Out 2), sorti le 14 juin 2024. Coproduction Pixar.
- 159  136  63  Vaiana 2 ou Moana 2 au Québec (Moana 2), sorti le 27 novembre 2024.

2025
•  Elio

## Moyens métrages d'animation
Les studios Disney ont réalisé plusieurs moyens métrages. La plupart ont toutefois été regroupés en films à sketches, tels les classiques des années 1940-1950 Saludos Amigos ou Coquin de printemps.
- Franklin et moi (Ben and Me), réalisé par Hamilton Luske et sorti le 10 novembre 1953. Moyen métrage de 21 minutes, mettant en scène Benjamin Franklin[18].
- Donald au pays des mathémagiques (Donald in Mathmagic Land), réalisé par Hamilton Luske et sorti le 26 juin 1959. Moyen métrage de 27 minutes.
- C'est pas drôle d'être un oiseau (It's Tough to Be a Bird), réalisé par Ward Kimball et sorti le 10 décembre 1969. Moyen métrage de 21 minutes mi-documentaire mi-animation sur les oiseaux.
- Le Petit Âne de Bethléem (The Small One), réalisé par Don Bluth et sorti le 16 décembre 1978. Moyen métrage de 25 minutes racontant l'histoire d'un petit âne de sa naissance à sa vente à Joseph de Nazareth et Marie sur le chemin de Bethléem.
- Le Noël de Mickey (Mickey's Christmas Carol), d'après Un chant de Noël de Charles Dickens. Moyen métrage de 25 minutes, sorti le 20 octobre 1983 (Royaume-Uni). Ressorti en 2001 dans la compilation Mickey, la magie de Noël (Mickey's Magical Christmas: Snowed In at the House of Mouse) et dans Les Trésors de Walt Disney - Mickey Mouse, les années couleur 2e partie (Walt Disney Treasures - Mickey Mouse in Living Color).
- Totally Minnie, moyen métrage musical diffusé en 1987 sur NBC, avec Robert Carradine, Suzanne Somers et Elton John.
- Le Prince et le Pauvre (The Prince and the Pauper), d'après Mark Twain. Moyen métrage de 25 minutes sorti en salles le 16 novembre 1990 et présenté avant Bernard et Bianca au pays des kangourous. Ressorti en 2001 dans la compilation Les Trésors de Walt Disney - Mickey Mouse, les années couleur 2e partie (Walt Disney Treasures - Mickey Mouse in Living Color).
- Winnie l'ourson : Hou ! Bouh ! Et re-bouh ! (Boo to You Too! Winnie the Pooh), sorti le 25 octobre 1996. Moyen métrage de 21 minutes, constitué d'un épisode de la série télévisée Les Nouvelles Aventures de Winnie l'ourson (1988-1991).
- Winnie l'ourson : 123 (Winnie the Pooh 123's - Discovering Numbers and Counting), sorti directement en vidéo le 12 octobre 2004. Moyen-métrage éducatif de la série Disney's Learning Adventures.
- Lutins d'élite, mission Noël (Prep and Landing) de Kevin Deters et Stevie Wermers, diffusé le 8 décembre 2009 sur ABC. Moyen métrage de 22 minutes.
- Joyeuses fêtes avec Olaf ou L'Aventure givrée d'Olaf au Québec (Olaf's Frozen Adventure), de Kevin Deters et Stevie Wermers, sorti le 22 novembre 2017. Moyen métrage dérivé de La Reine des neiges (2013).